# (200070) 2090 T-1
(200070) 2090 T-1 es un asteroide perteneciente al cinturón de asteroides, descubierto el 25 de marzo de 1971 por Cornelis Johannes van Houten en conjunto a su esposa también astrónoma Ingrid van Houten-Groeneveld y el astrónomo Tom Gehrels desde el Observatorio del Monte Palomar, Estados Unidos.

## Designación y nombre
Designado provisionalmente como 2090 T-1.

## Características orbitales
2090 T-1 está situado a una distancia media del Sol de 2,657 ua, pudiendo alejarse hasta 3,479 ua y acercarse hasta 1,835 ua. Su excentricidad es 0,309 y la inclinación orbital 7,966 grados. Emplea 1582,22 días en completar una órbita alrededor del Sol.

## Características físicas
La magnitud absoluta de 2090 T-1 es 16,4.